# حزب ساسكاتشوان المحافظ التقدمي
حزب ساسكاتشوان المحافظ التقدمي (بالإنجليزية: Progressive Conservative Party of Saskatchewan)‏ هو حزب سياسي كندي، أسس في 1912، يقع مقره في موسجاو.

## أعضاء بارزون
- كود سباركل
- تحديث القائمة

- جيمس توماس ميلتون أندرسون
- غرانت ديفين
- Hugh Edwin Munroe
- Rick Folk
- روبرت هيو بيكرينغ
- ويلينغتون ويلوبي
- جيمس فرازير براينت
- روبرت إدوارد ويليام مايرز
- جون غاري لان
- جيمس ويليام آرثر جارنر